# Glenwood (Missouri)
Pour les articles homonymes, voir Glenwood.
Glenwood est un village situé au nord du comté de Schuyler, dans le Missouri, aux États-Unis,. Il est fondé en 1868 et incorporé en 1869.

## Démographie
Lors du recensement de 2010, le village comptait une population de 196 habitants. Elle est estimée, en 2016, à 197 habitants.

### Source de la traduction
- (en) Cet article est partiellement ou en totalité issu de l’article de Wikipédia en anglais intitulé « Glenwood, Missouri » (voir la liste des auteurs).